# Włodawa
Włodawa [vwo'dava] ist eine Stadt im Osten Polens am Ufer des Flusses Bug, an der Grenze zu Belarus und der Ukraine. Seit 1999 gehört die Stadt zur Woiwodschaft Lublin und ist der Sitz des Powiats Włodawa und der eigenständigen Landgemeinde Włodawa. Sie zählt 13.628 Einwohner (Stand 30. Juni 2014).

## Geschichte
Die erste schriftliche Erwähnung von Włodawa (Wolodawa) stammt aus einer altrussischen Chronik aus dem Jahr 1242, in der Fürst Daniel von Galizien-Wolhynien erwähnt wird, der vor dem Mongolensturm 1241 hierher, in eine der Städte seines Fürstentums, geflohen sei. 1346–1347 wurde das umliegende Gebiet dem Großfürstentum Litauen angeschlossen, wobei der Fluss Włodawka die Grenze zwischen Litauen und dem Königreich Polen bildete. Von 1475 bis zum Ende des 16. Jahrhunderts war hier das Adelsgeschlecht Sanguszko tonangebend. Es erbaute hier ein Schloss und förderte den Wohlstand des Ortes, indem es hauptsächlich seine Grenzlage nutzte. 1534 erhielt Włodawa das Magdeburger Stadtrecht. Zu dieser Zeit begann der Zuzug der jüdischen Bevölkerung, welche Handel und Handwerk förderte.

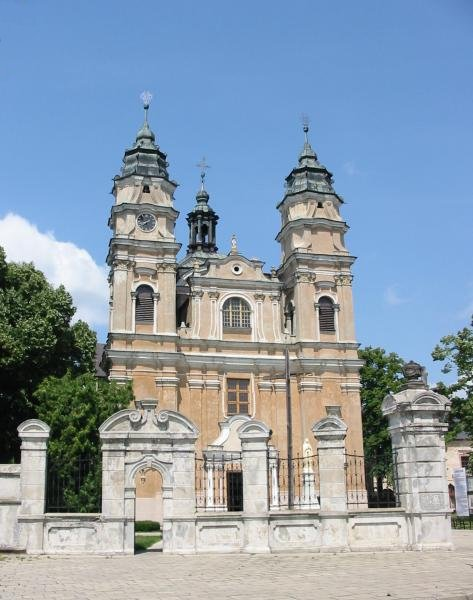
Pfarrkirche St. Ludwig

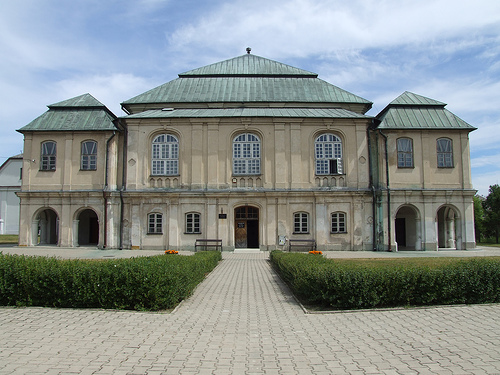
Große Synagoge

Die Existenz einer jüdischen Gemeinde in Włodawa wird erstmals im Zusammenhang mit der Lubliner Messe im Jahr 1531 bezeugt. 1623 entsandte der Ort erstmals einen Vertreter in den Rat der vier Länder. Die jüdische Bevölkerung fiel den Chmielnicki-Massakern 1648 zum Opfer, wurde jedoch nachher wieder aufgebaut. Während hier 1765 die Anzahl Juden 630 betrug, stieg sie bis 1827 auf 2236 und bis 1907 auf 6706. Im späten 19. Jahrhundert waren von 184 Geschäften am Ort 177 in jüdischem Besitz. Die erste zionistische Organisation wurde 1898 gegründet. Daneben waren auch der Bund und Agudat Israel vertreten, und es gab eine jüdische Mädchenschule.

### Deutsche Besetzung im Zweiten Weltkrieg
Bis zum Zweiten Weltkrieg und der Shoa/dem Holocaust betrug der jüdische Bevölkerungsanteil in Włodawa über 70 Prozent. Unmittelbar nach dem Überfall auf Polen waren die Juden zwar Verfolgungen durch die deutschen Besatzer ausgesetzt, die jedoch zunächst kein gesondertes Ghetto errichteten. Bis Ende 1941 war das Leben für die Juden in Wlodawa etwas leichter als im restlichen besetzten Polen. Die Situation verschlechterte sich jedoch im Laufe des Jahres 1942 dramatisch. Im April 1942 wurden etwa 800 Juden aus Mielec zusammen mit etwa 1000 Wiener Juden nach Wlodawa deportiert und von dort aus im Laufe der nächsten Monate, beginnend am 23. Mai 1942, in das ca. 10 km südlich errichtete Vernichtungslager Sobibor getrieben und dort ermordet.
Im Spätherbst 1942 befahlen die deutschen Besatzer die Errichtung eines „Sonderghettos“ in Wlodawa für alle Juden, die freiwillig ihre Verstecke in den Wäldern im Nordosten der Provinz Lublin aufgaben, wo die sogenannten Parczew-Partisanen in Zusammenarbeit mit sowjetischen und linksgerichteten polnischen Gruppen einen Partisanenkrieg führten. Infolge von Mangel an Waffen und Lebensmitteln sowie aus Angst vor dem kommenden Winter vertraute ein Teil der jüdischen Partisanen den deutschen Versprechungen und ließ sich im neu errichteten Ghetto in Wlodawa nieder.
Am 30. April 1943 wurden sämtliche Häftlinge des vorgeblichen Ghettos ins Vernichtungslager Sobibor deportiert und dort ermordet. Weitere Opfer wurden in eines der zahlreichen Arbeitslager wie zum Beispiel in Adampol deportiert. An einer Landstraße erinnert dort ein Mahnmal an die Juden aus Włodawa, die in Adampol umgebracht wurden. Erhalten geblieben sind die Kleine Synagoge und die prachtvoll ausgestattete barocke Große Synagoge Włodawa.

## Landgemeinde Włodawa
Włodawa ist Sitz einer Landgemeinde gleichen Namens, ist aber selber nicht deren Teil. Die Landgemeinde im Süden und Norden der Stadt hat eine Fläche von 243,7 km², auf der 6023 Menschen leben (31. Dezember 2020).

## Sehenswürdigkeiten
- Muzeum Pojezierza Łęczyńsko-Włodawskiego. Zum Museum gehören die Große Synagoge, ein westlich davon gelegener Anbau aus dem Jahre 1928 und die „Kleine Synagoge“ aus der zweiten Hälfte des 18. Jahrhunderts.
- Gedenkstätte Sobibor mit Mahnmal und Mausoleum (auf dem Gebiet der Landgemeinde).

## Bekannte Personen aus Włodawa
- Andrzej Wirth (1927–2019), Theaterwissenschaftler, der 1982 das Institut für Angewandte Theaterwissenschaft an der Justus-Liebig-Universität Gießen gründete, aus dem eine große Zahl postdramatischer Theaterautoren und -regisseure hervorging

## Städtepartnerschaften
Włodawa listet folgende Partnerstädte auf:
| Stadt              | Land                 | seit | Typ               |
| ------------------ | -------------------- | ---- | ----------------- |
| Rajon Brest        | Belarus              | 2016 | Partnerschaft     |
| Kamjanez-Podilskyj | Chmelnyzkyj, Ukraine | 2018 | Kooperation       |
| Kirjat Motzkin     | Haifa, Israel        | 2016 | Partnerschaft     |
| Lantschchuti       | Gurien, Georgien     | 2023 | Absichtserklärung |
| Ljuboml            | Wolyn, Ukraine       | 2016 | Kooperation       |
| Schazk             | Wolyn, Ukraine       | 2016 | Kooperation       |